# Rosaura Revueltas
Rosaura Revueltas Sánchez (* 6. August 1910 in Ciudad Lerdo, Durango; † 30. April 1996 in Cuernavaca) war eine mexikanische Schauspielerin und Autorin.

## Leben
Rosaura Revueltas war eine Tochter der kinderreichen Familie Revueltas Sánchez. Als die Familie nach Mexiko-Stadt ging, absolvierte Rosaura eine Schauspiel- und eine Ballettausbildung. Sie gehörte einer Folkloretanzgruppe an und spielte erste kleinere Filmrollen. Ab 1946 spielte sie dann in Kinofilmen mit, zunächst unter Regie von Emilio Fernández. 1953 wurde sie für ihre Darbietung in „El Rebozo de Soledad“ mit dem silbernen Premio Ariel geehrt.
Revueltas spielte die Rolle der Bergarbeiterfrau Esperanza Quintero in Das Salz der Erde (Salt of the Earth), einem Spielfilm über streikende mexiko-amerikanische Bergarbeiter in New Mexico. Ursprünglich sah Herbert Biberman seine Ehefrau Gale Sondergaard für die Rolle der vor, entschied sich dann aber für eine spanischsprachige Darstellerin. In der McCarthy-Ära wurde sie während der Dreharbeiten als illegale Immigrantin und wegen angeblicher kommunistischer Kontakte verhaftet, nach Mexiko abgeschoben und auf die Hollywood Blacklist gesetzt. Der Rest des Spielfilmes musste mit einem Filmdouble weitergedreht werden. „Salt of the Earth“ blieb Revueltas einziger US-amerikanischen Spielfilm, in dem sie mitspielte. 1956 wurde sie für ihre Rolle der Esperanza Quintero mit dem französischen Étoile de Cristal als Beste ausländische Darstellerin ausgezeichnet.
Von 1957 bis 1960 lebte sie in Deutschland. Dort arbeitete sie als Stückeschreiberin beim Berliner Ensemble. Zurück in Mexiko gab sie Unterricht in Schauspielklassen und schrieb weitere Stücke, bevor sie eine Zeit lang nach Kuba ging. Nachdem sie von der Hollywood Blacklist genommen worden war, spielte sie 1976 in Mina, viento de libertad mit, kurz darauf dann auch die Rolle der Tía Licha in Lo Mejor de Teresa und 1977 ihre letzte Schauspielrolle in Balún Canán.
Nachdem sie die Schauspielerei aufgab, arbeitete sie beim Berliner Ensemble und in Kuba. Ferner war sie Jurybeisitzerin bei internationalen Filmfestivals, unter anderem bei den Internationalen Filmfestspielen in Berlin 1986.
In Mexiko gab sie Yoga-Unterricht und veröffentlichte 1979 die Familienbiografie Los Revueltas: Biografía de una familia. Im Alter von 87 Jahren starb sie an Lungenkrebs und hinterließ ihren Sohn Arturo Bodenstedt, der ihr einziges Kind war.

## Filme und Rollen
- 1946: „La desconocida de Arias“
- 1950: „Del odio nace el amor“
- 1950: „Vuelve Pancho Villa“ bzw. in Mexiko: „Pancho Villa vuelve“
- 1950: „The Torch“ bzw. „Rebellen der schwarzen Berge“
- 1950: „Pancho Villa Returns“
- 1950: „Un Día de vida“
- 1951: „Muchachas de Uniforme“ bzw. „Mädchen in Uniform“
- 1951: „Islas Marías“, als Rosa Suárez
- 1952: „El Cuarto cerrado“
- 1952: „El Rebozo de Soledad“ bzw. „Soledad's Shawl“
- 1953: „Sombrero“, als Tia Magdalena
- 1954: „Salt of the Earth“, als Esperanza Quintero
- 1976: „Lo Mejor de Teresa“, als Tía Licha
- 1977: „Mina, viento de libertad“ bzw. „Mina, Wind of Freedom“
- 1977: „Balún Canán“ (nach dem halbautobiografischen Roman von Rosario Castellanos)

## Belege
- Werke von und über Rosaura Revueltas im Katalog des Ibero-Amerikanischen Instituts Preußischer Kulturbesitz, Berlin
- Rosaura Revueltas bei IMDb
- Rosaura Revueltas (spanischsprachige Diplomarbeit)

| Personendaten    | Personendaten                                   |
| ---------------- | ----------------------------------------------- |
| NAME             | Revueltas, Rosaura                              |
| ALTERNATIVNAMEN  | Revueltas Sánchez, Rosaura (vollständiger Name) |
| KURZBESCHREIBUNG | mexikanische Schauspielerin und Autorin         |
| GEBURTSDATUM     | 6. August 1910                                  |
| GEBURTSORT       | Ciudad Lerdo, Durango                           |
| STERBEDATUM      | 30. April 1996                                  |
| STERBEORT        | Cuernavaca                                      |